# Amerique (nave passeggeri)
L'Amerique è stata una nave a vapore, costruita nel 1878 per la Société Générale de Transports Maritimes à Vapeur S.a. di Marsiglia. Affondò il 24 marzo del 1904, dopo una collisione con il piroscafo italiano Solferino al largo delle coste siciliane, nei pressi di Torre Faro. Il relitto, detto il "Relittino" dai sommozzatori locali, si trova ad una profondità di circa 22 m.